# 姜家镇 (重庆市)
姜家镇，是中华人民共和国重庆市巴南區下辖的一个乡镇级行政单位。

## 行政区划
姜家镇下辖以下地区：
姜家社区、白云山村、文石村、槐园村、蔡家寺村、水源村、平原村和河坝村。